# Micaela Nevárez
Micaela Nevárez (Carolina, 1 de enero de 1972) es una actriz puertorriqueña.

## Biografía
Micaela debuta en el cine de mano de Fernando León de Aranoa en la película Princesas (2005). El director la descubre trabajando en un restaurante de Nueva York como camarera, cuando ya tenía la edad de 32 años y ninguna relación profesional con el mundo del cine. En esta película comparte protagonismo con Candela Peña y representa el papel de una emigrante de la República Dominicana que ejerce la prostitución en Madrid mientras intenta conseguir papeles y otro modo de ganarse la vida. Ambas actrices fueron galardonadas por su participación en este trabajo con el máximo galardón del cine español, el Premio Goya: Candela como mejor actriz protagonista y Micaela como mejor actriz revelación. La película cuenta también con una conocida banda sonora a cargo del artista Manu Chao.
Actualmente reside en Londres, con su marido francés.

## Filmografía
- Princesas (2005)
- The War Boys (2008)

## Premios
- Ganadora del Premio Goya a la Mejor Actriz Revelación (2006)